# James Horsburgh

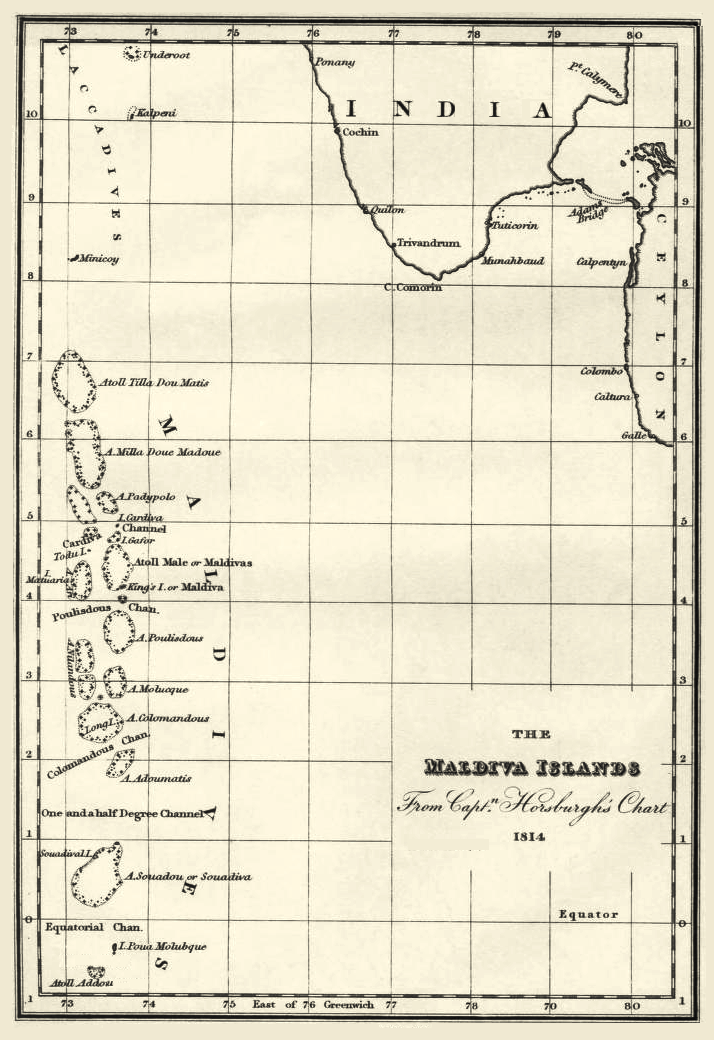
'The Maldiva Islands', Captain Horsburgh, 1814

James Horsburgh (28 tháng 9 năm 1762 - 14 tháng 5 năm 1836) là một nhà thủy văn học người Scotland. Ông làm việc cho Công ty Đông Ấn Anh và đã vẽ ra nhiều bản đồ về các tuyến đường biển xung quanh Singapore hồi cuối thế kỉ 18, đầu thế kỉ 19.

## Tiểu sử
Horsburgh sinh tại Elie and Earlsferry, Fife, Scotland. Ông bắt đầu đi biển từ năm 16 tuổi và bị người Pháp bắt giam tại Dunkerque. Sau khi được thả, ông bắt đầu hành trình đến Tây Ấn và Calcutta. Tháng 5 năm 1786, ông lên tàu Atlas của Công ty Đông Ấn Anh rồi theo tàu này rời Jakarta đến Ceylon trong vai trò thuyền phó. Tàu bị đắm tại đảo Diego Garcia, Ấn Độ Dương. Tai nạn này đã ảnh hưởng lên ông, khiến ông đi đến quyết định phải làm ra những tấm bản đồ chính xác.
Ông là tác giả của tài liệu hướng dẫn hàng hải có tựa đề Directions for Sailing to and from the East Indies, China, New Holland, Cape of Good Hope, and the interjacent Ports, compiled chiefly from original Journals and Observations made during 21 years' experience in navigating those Seas. Tác phẩm trở thành chuẩn mực cho ngành hàng hải phương Đông trong nửa đầu thế kỉ 19 cho đến khi các khảo sát của Robert Moresby - về các rạn san hô nguy hiểm ở Ấn Độ Dương - được xuất bản. Tháng 3 năm 1806, ông được bầu làm Hội viên Hội Vương thất Luân Đôn.

## Di sản
Trong chuyến khảo sát đến Maldives vào năm 1834, Robert Moresby đã lấy họ Horsburgh để đặt cho một rạn san hô ở đây như một lời tri ân đến ông vì công trình thủy văn học đầy giá trị.
Ở quần đảo Cocos có một đảo gọi là đảo Horsburgh cũng nhằm để vinh danh ông. Tại Pedra Branca, Singapore có một ngọn hải đăng được gọi là hải đăng Horsburgh, được xây dựng nhờ tiền tài trợ của một nhóm thương nhân người Anh ở Quảng Châu, Trung Quốc.
Ở quần đảo Trường Sa, đảo Trường Sa Lớn còn có tên gọi khác trong tiếng Anh là Horsburgh's Storm Island, vốn cũng là do Horsburgh đặt.